# Европско првенство у атлетици за млађе сениоре 2017 — 5.000 метара за жене
Такмичење у трчању на 5.000 метара у женској конкуренцији на 11. Европском првенству у атлетици за млађе сениоре 2017. у Бидгошћу одржано је 16. јула 2017. на стадиону Жђислав Кшишковјак.
Титулу освојену у Талину 2015, није бранила Лив Вестфал из Француске јер је прешла у сениоре.

## Земље учеснице
Учествовало је 13 такмичарки из 10 земаља.
1. Белгија (1)
2. Грчка (1)
3. Немачка (3)
4. Пољска (1)
5. Турска (2)
6. Украјина (1)
7. Хрватска (1)
8. Чешка (1)
9. Шведска (1)
10. Шпанија (1)

## Освајачи медаља
|                      |                     |                      |
| Јасемин Џан · Турска | Алина Рех · Немачка | Сара Лахти · Шведска |

## Квалификациона норма
Требало је да квалификациону норму такмичари остваре у периоду од 1. јануара 2016. до 4. јула 2017. године.
| Норма    |
| -------- |
| 16:35,00 |

## Сатница
| Датум   | Време | Коло   |
| ------- | ----- | ------ |
| 16. јул | 17:56 | Финале |

## Рекорди
| Рекорди пре почетка Европског првенства 2017.     | Рекорди пре почетка Европског првенства 2017. | Рекорди пре почетка Европског првенства 2017. | Рекорди пре почетка Европског првенства 2017. | Рекорди пре почетка Европског првенства 2017. | Рекорди пре почетка Европског првенства 2017. |
| Рекорди                                           | Атлетичарка                                   | Земља                                         | Време                                         | Место                                         | Датум                                         |
| ------------------------------------------------- | --------------------------------------------- | --------------------------------------------- | --------------------------------------------- | --------------------------------------------- | --------------------------------------------- |
| Европски рекорд У-23                              | Елван Абејлегасе                              | Турска                                        | 14:24,68                                      | Берген, Норвешка                              | 11. јун 2004.                                 |
| Рекорди европских првенстава У-23                 | Елван Абејлегасе                              | Турска                                        | 15:16,79                                      | Бидгошч, Пољска                               | 20. јул 2003.                                 |
| Најбољи европски резултат сезоне У-23             | Јасемин Џан                                   | Турска                                        | 14:36,82                                      | Рим, Италија                                  | 8. јун 2017.                                  |
| Рекорди после завршеног Европског првенства 2017. |                                               |                                               |                                               |                                               |                                               |
| Рекорди европских првенстава У-23                 | Јасемин Џан                                   | Турска                                        | 15:01,67                                      | Бидгошч, Пољска                               | 16. јул 2017.                                 |

### Најбољи европски резултати у 2017. години
Десет најбољих атлетичарки у трци на 5.000 метара 2017. године до почетка првенства (12. јул 2017), имале су следећи пласман на европској ранг листи.
| 1.  | Јасемин Џан             | Турска           | 14:36,82 | 8. јун    |
| 2.  | Констанце Клостерхалфен | Немачка          | 14:51,38 | 19. мај   |
| 3.  | Алина Рех               | Немачка          | 15:16,39 |           |
| 4.  | Џесика Џад              | Велика Британија | 15:34,82 | 27. мај   |
| 5.  | Ами-Елоиз Нил           | Велика Британија | 15:39,30 | 31. март  |
| 6.  | Ана Гехринг             | Немачка          | 15:52,88 | 29. април |
| 7.  | Вероника Пизик          | Пољска           | 15:59,00 | 31. март  |
| 8.  | Моира Стевартова        | Чешка            | 16:07,11 | 19. мај   |
| 9.  | Марина Немченко         | Украјина         | 16:08,72 | 6. јун    |
| 10. | Фиби Ло                 | Велика Британија | 16:09,14 | 27. мај   |

Такмичарке чија су имена подебљана учествовале су на ЕП.

## Резултати

### Финале
Финале је одржано 16. јула 2017. године у 17:56.,
| Место | Атлетичарка        | Земља      | ЛР       | ЛРС      | Резултат | Белешка |
| ----- | ------------------ | ---------- | -------- | -------- | -------- | ------- |
|       | Јасемин Џан        | Турска     | 14:36,82 | 14:36,82 | 15:01,67 | РЕП     |
|       | Алина Рех          | Немачка    | 15:16,39 | 15:16,39 | 15:10,57 | ЛР      |
|       | Сара Лахти         | Шведска    | 15:10,76 | 15:51,00 | 15:14,17 | ЛРС     |
| 4.    | Емине Хатун Туна   | Турска     | 16:19,30 | 16:28,76 | 16:03,90 | ЛР      |
| 5.    | Лиза Румс          | Луксембург | 16:10,35 | 16:10,35 | 16:15,58 |         |
| 6.    | Вероника Пизик     | Пољска     | 15:59,00 | 15:59,00 | 16:15,84 |         |
| 7.    | Моира Стевартова   | Чешка      | 16:07,11 | 16:07,11 | 16:16,83 |         |
| 8.    | Каролин Кирцел     | Немачка    | 16:09,96 | 16:09,96 | 16:16,94 |         |
| 9.    | Андреа Алина Писцу | Румунија   | 16:24,74 | 16:42,39 | 16:19,87 | ЛР      |
| 10.   | Марина Немченко    | Украјина   | 16:08,72 | 16:08,72 | 16:24,04 |         |
| 11.   | Кристина Хендел    | Хрватска   | 16:34,20 | 16:34,20 | 16:33,90 | ЛР      |
| 12.   | Клаудија Естевез   | Шпанија    | 16:21,72 | 16:21,72 | 16:47,08 |         |
|       | Ана Гехринг        | Немачка    | 15:52,88 | 15:52,88 | НС       |         |

### Пролазна времена
| Дистанца | Време    | Атлетичарка | Земља  |
| -------- | -------- | ----------- | ------ |
| 1.000 м  | 2:58,96  | Јасемин Џан | Турска |
| 2.000 м  | 6:00,51  | Јасемин Џан | Турска |
| 3.000 м  | 9:01,31  | Јасемин Џан | Турска |
| 4.000 м  | 12:03,56 | Јасемин Џан | Турска |